# آندره تروشو
آندره تروشو (فرانسوی: André Trochut‎; ۶ نوامبر ۱۹۳۱ – ۴ اوت ۱۹۹۶) دوچرخه‌سوار اهل فرانسه بود.